# 马其顿语历史
马其顿语历史是今日北马其顿一种东南斯拉夫语支语言——马其顿语的发展历程。马其顿语在中世纪从古教会斯拉夫语演变而来。
1903年，Krste Petkov Misirkov在《Za makedonckite raboti》（关于马其顿事务）中首次提出，要整理出一种标准的马其顿文学语言。1944年8月2日，马其顿反法西斯民族解放大会（ASNOM）正式宣布以标准马其顿语为官方语言。
据马其顿学家的说法，马其顿语的历史可分为9个阶段。Blaže Koneski以15世纪为界划出两大段。:435据马其顿科学与艺术院（MANU）的说法，马其顿语的演变涉及格拉哥里字母和西里尔字母两种文字。

## 分期概览

### 中世纪
许多世纪以来，定居在巴尔干半岛的斯拉夫人讲自己的方言，并使用其他方言与其他人交流。:103马其顿语史上所谓“正统”古教会斯拉夫语始于9世纪，持续到11世纪上半叶。这一时期，希腊的宗教文本被翻译为古教会斯拉夫语（基于塞萨洛尼基方言）。古教会斯拉夫语的马其顿变体出现在保加利亚第一帝国统治时期，并由于奥赫里德学派的作品而被称作马其顿语。
11世纪时，原斯拉夫语语言单位逐渐衰落，马其顿语方言兴起，这些方言仍在保加利亚-马其顿方言连续体的边界内。:106教会斯拉夫语的马其顿方言在11至13世纪期间发展起来，这一时期，除了翻译教规文本外，文学创作还包括圣克莱蒙特等圣人的赞美诗和布道（слова/беседи）。这些文本所用的语言之特征与教会斯拉夫语存在差异，与今日北马其顿地区方言的特征相符，因此这种变体也可稱作“古马其顿教会斯拉夫语”。:436
这一时期，还发生了奥斯曼的征服，见证了一些语法变化，使得马其顿语变为巴尔干语言联盟的一员。这标志着13世纪马其顿语的独立，主要反映了斯拉夫语和巴尔干地区的特征，并形成了保留在今日马其顿语中的方言。:103在奥斯曼帝国治下的5个世纪间，土耳其语有大量借词进入了马其顿语。:438土耳其统治下，书面语保持不变，而口语则在进一步演化。16、17世纪只有极少的马其顿语资料留存下来。第一部包含马其顿语书面文本的印刷品是奥斯曼时代（1793）印刷的多语种“会话手册”，包含了一位牧师用奥赫里德方言撰写的文本。在奥斯曼帝国，宗教是社会分化的重要手段，穆斯林构成了统治阶级，而非穆斯林则是从属阶级。14至18世纪期间，塞尔维亚教会斯拉夫语在该地区盛行，从16世纪开始，方言的元素开始进入教会文献当中。
马其顿方言最早被描述为保加利亚语，可见于16世纪一本以希腊字母书写的词典。马其顿语方言属于保加利亚语这一观念也可见于马其顿的早期方言文本，如Daniel Moscopolites的四语词典、Kiril Peichinovich和Yoakim Karchovski的著作，以及一些用希腊字母书写的方言福音书。这些受当地斯拉夫方言影响或完全用当地方言书写的书面作品于18世纪和19世纪初出现在马其顿，其作者将他们的语言称作保加利亚语。
最早显示出马其顿语语音特征的文本是用格拉哥里字母书写的古教会斯拉夫语经典，年代可以追溯到10至11世纪。到12世纪，西里尔字母成为主要使用的字母。反映马其顿方言特点的文本出现在16世纪下半叶（希腊作家Damascene Studite的布道词译本）。

### 现代
18世纪下半叶，马其顿现代文学兴起。马其顿方言在这一时期开始被用于教会和说教作品，尽管所使用的白话还是被作家们称作“保加利亚语”。当时的作家，如Joakim Krchovski、Kiril Pejchinovik等人开始用自己的方言写作。南部的爱琴海马其顿语用希腊字母书写。19世纪上半叶，奥斯曼帝国统治下的南斯拉夫民族主义崛起。保加利亚人和马其顿斯拉夫人希望创建自己的教会和学校，并使用共同的现代马其顿-保加利亚语文学标准。当时活跃的民族精英们主要使用民族语言学原则来区分斯拉夫-保加利亚和希腊群体。起初，马其顿-保加利亚语言区的每组民族都用自己的地方方言写作，为新标准选择一种“基础方言”不成问题。
在1840到1870年间，为确定所使用的基础方言发生了斗争，围绕两个不同的文学中心，一个在今保加利亚东北部，一个在今北马其顿西南部，两者间存在巨大差异。:？这一时期，出现了在马其顿方言的基础上创立保加利亚文学语言的马其顿知识分子。.
到1870年代初，奥斯曼当局认可了一个独立的保加利亚自治教会和独立的保加利亚民族社区。关于共同语言的建议则被保加利亚运动拒绝，该运动宣布马其顿语是一种“退化”的方言，并指出马其顿斯拉夫人应学习标准的保加利亚语。同一时期，还出现了“马其顿主义者”，他们认为马其顿语音应该用于马其顿斯拉夫人，他们认为马其顿斯拉夫人是半岛上的一个独特民族。:？也出现了用斯特鲁加方言写的、带俄语元素的诗歌。:106当时还出版了教科书，它们要么使用口语方言形式的语言，要么使用保加利亚和马其顿混合的语言。

### 复兴时代

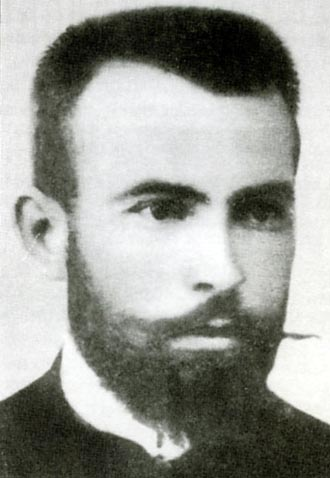
Krste Petkov Misirkov在《Za makedonckite raboti》（关于马其顿事务）（1903）中首次该输了马其顿语的独特性。

1875年，Gjorgji Pulevski在贝尔格莱德出版了一本名为《Rečnik od tri jezika；Речник од три језика》（三语词典）的书，是一本用马其顿语、阿尔巴尼亚语和土耳其语组成的“问答式”短语手册，都用西里尔字母拼写。Pulevski用家乡加利奇尼克方言写作，他试图在此基础上，创造一种超方言的马其顿语规范。
Krste Petkov Misirkov的《Za makedonckite raboti》（关于马其顿事务）（1903）是第一个试图创造独立文学语言的尝试。作者在书中提出了标准马其顿语法，并表达了编篡该语言并在学校使用的目标。作者提出的原则是以普里莱普-比托拉方言为标准方言；但他的想法直到1940年代才被采纳。这部书在刚出版时遭到了反对，索菲亚印刷厂的初印本被销毁。:146
在标准语编篡之前，南斯拉夫语言之间的界限尚未“以现代术语进行概念化”，语言规范仍处于发展中（包括标准保加利亚语）。因此，在南斯拉夫语言连续体重建立的界限“太过于接近”，1822年欧洲的斯拉夫主义者对保加利亚语和塞尔维亚语之间的区别仍有争议。
在第一次巴尔干战争之后和两次世界大战之间，巴尔干以外的语言学家发表研究报告称，马其顿语是一种不同于塞尔维亚-克罗地亚语和保加利亚语的方言。在战时，今日的北马其顿成为了南斯拉夫王国的一部分，当地口语受到塞尔维亚-克罗地亚语的影响。《共产国际关于马其顿问题的决议》（1934）支持编篡一种单独的马其顿语。世界大战期间，保加利亚曾短暂兼并过马其顿，有两次试图让马其顿方言回到保加利亚语的影响下。

#### 编篡

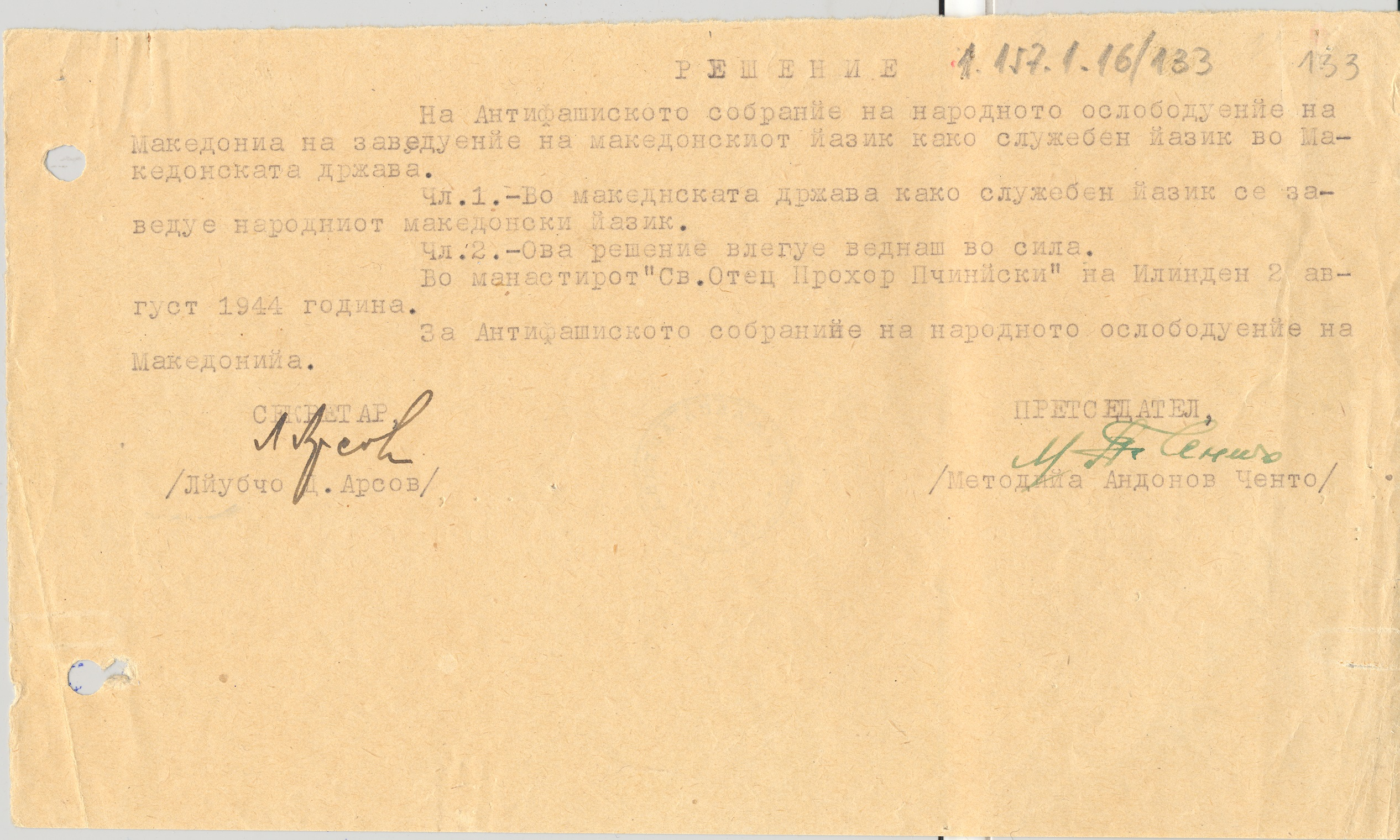
1944年8月2日，关于宣布马其顿语为官方语言的决定。

1944年8月2日，在第一次马其顿反法西斯民族解放大会（ASNOM）上，马其顿语被定为官方语言。由此，马其顿语成为最后一种形成标准文学形式的主要斯拉夫语言。因此，从1945年到1991年，它一直是南斯拉夫的三种官方语言之一。第一部正式马其顿语语法由Krume Kepeski制定于1946年。在马其顿文学语言标准化方面最重要的贡献者之一是Blaže Koneski。标准马其顿语的大部分编篡工作发生在1945至1950年间(Friedman, 1998)。一些当代语言学家认为，在其编篡过程中，马其顿语在正字法等方面被塞尔维亚化了。:？马其顿语的标准化在由马其顿语、保加利亚语和托尔拉库方言组成的方言连续体中建立了第二种标准语，这本身就是普雷斯拉夫和奥赫里德学派鼎盛时期语言发展的遗产。you研究者认为，马其顿语的标准化是为了区别于塞尔维亚语和保加利亚语，但标准方言尚未被任何一种标准覆盖过，所以马其顿语的编篡没有完全与现有的多中心语言分离。有人认为，编篡工作有意在与标准保加利亚语最不相同的变体（普里莱普-比托拉方言）的基础上进行的，而另一些人则认为，这种观点没有考虑到当时已经存在一种马其顿自然共通语的事实。:251该政策被认为出自Misirkov的作品，他建议编篡标准马其顿语应该重视“与其他斯拉夫标准语最不同”的方面与方向。

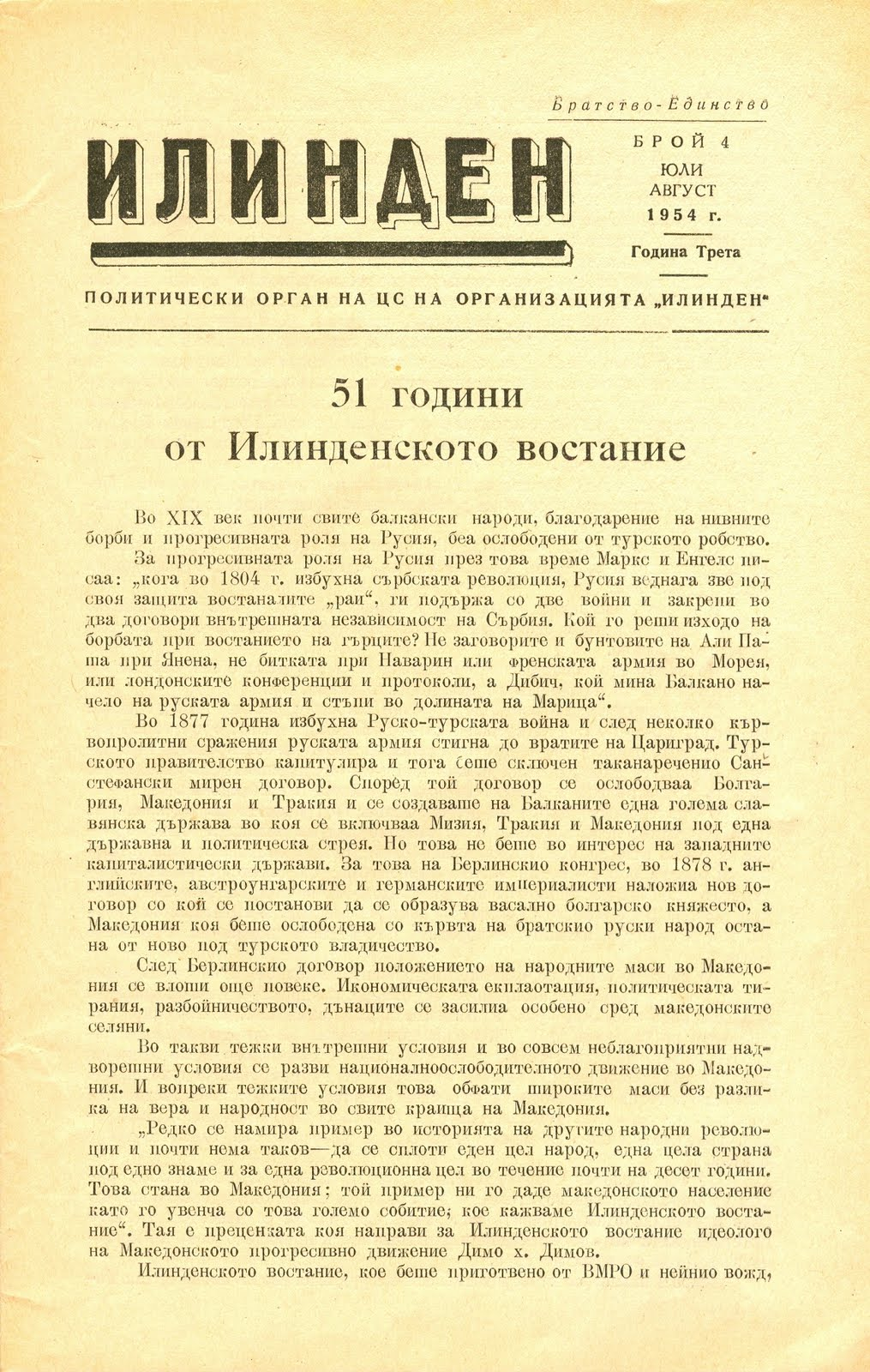
以布加勒斯特的爱琴海马其顿语为标准的Illinden杂志。

在1948年苏南冲突之后，在布加勒斯特的一些爱琴海马其顿语知识分子的主持下，创造了反南斯拉夫的字母、语法，净化了塞尔维亚-克罗地亚语借词，更接近保加利亚语。Nikos Zahariadis领导的希腊共产党站在了共产党和工人党情报局一边。在1949年希腊内战中，共产党人被打败后，新政府开始在希腊政治移民——内战难民中追捕铁托主义间谍。于是希腊共产主义出版社Nea Ellada发行了马其顿语语法（1952）并制定了不同的字母表。1952至1956年间，Nea Ellada的马其顿语部以这种标准出版了若干期，正式称为“来自希腊或爱琴海马其顿的斯拉夫马其顿语”。其中包括Ъ、Ь、Ю、Я、Й等字母，是保加利亚语言的语言常规。语法是由Atanas Peykov领衔编写的。这种“爱琴海马其顿语”促进了后来标准南斯拉夫马其顿语规范在爱琴海移民中的传播。以这种规范接受教育的希腊难民后来几乎无法转用南斯拉夫的标准。自1950年代中期开始，苏联与南斯拉夫的和解结束了这种编篡工作。莫斯科对来自国外的标准马其顿语合法性的争论的支持结束时，恰好是对Blaže Koneski的马其顿语词典的吸收期，据Christian Voss所说，这标志着马其顿语塞尔维亚化的转折点。因此，爱琴海标准没有得到广泛的接受。然而在1977年之前出版的东欧爱琴海马其顿难民印刷版本，仍是以这种语言规范书写的。

## 马其顿语字母历史

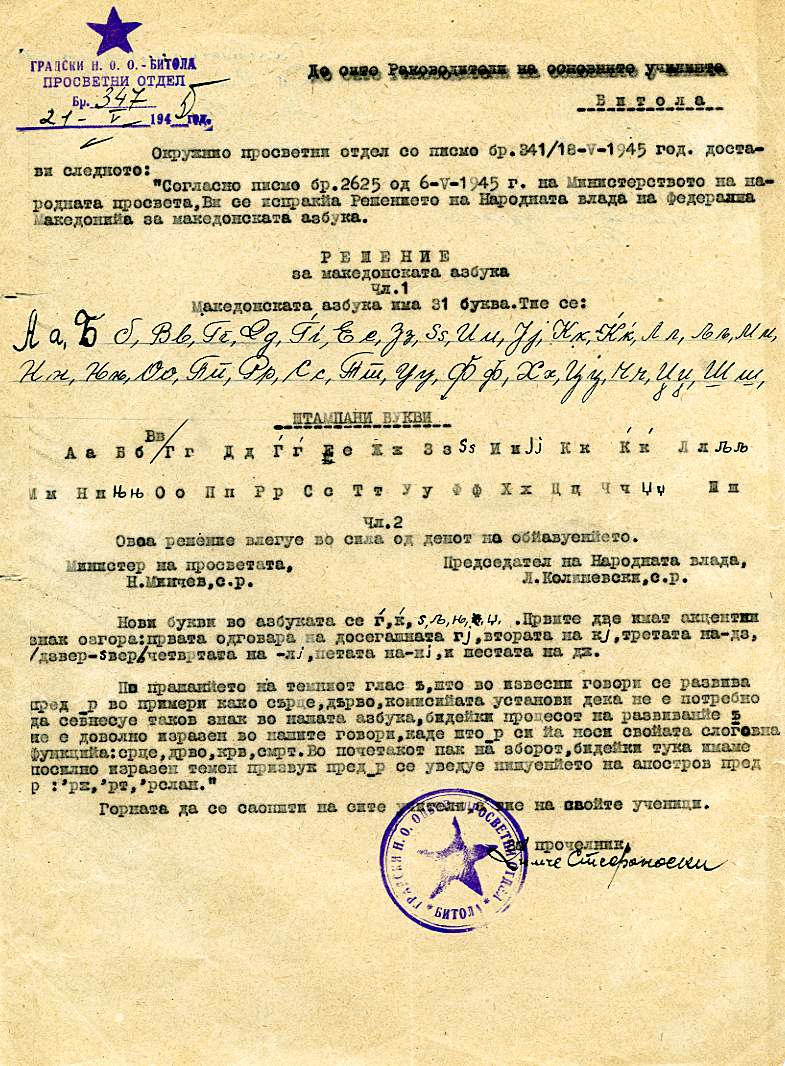
1945年5月1日关于马其顿字母的决议。注意它是在保加利亚打字机上打出来的，用了Й和手写的Ѕ、Ј、Џ，还添加了变音符，形成Ѓ、Ќ。不用Ъ，而用Ј、Џ、Љ、Њ招来了对“塞尔维亚化”的指责。

在19世纪和20世纪上半叶，马其顿作家开始用保加利亚和塞尔维亚语西里尔字母。南马其顿也常用希腊字母，并被在希腊学校完成教育的马其顿作家所使用。:105两次世界大战之间，包括阿尔巴尼亚语在内的周边国家语言所用字母，因作家出身也有所使用。这一时期，作家可用的打字机也是决定使用哪种字母的关键因素。1945年5月5日，在马其顿反法西斯民族解放大会（ASNOM）上，以Blaže Koneski为首的委员会编篡了马其顿语官方字母。

## 历史上对马其顿语的政治观点

### 承认
北马其顿、保加利亚和希腊的政治学佳和学者对马其顿语的存在和独特性有着相反的看法。纵观历史，特别是在标准语编篡前，马其顿语被视作保加利亚语的一个变体，或属于塞尔维亚语或自成一种独立的语言。:270-271编篡完成后，标准语在塞尔维亚、保加利亚和希腊的使用状况有所不同。在战时，根据19世纪的说法，马其顿语在南斯拉夫被视为南塞尔维亚方言，但政府允许其在方言文学中使用。1940年代，保加利亚对马其顿语的看法截然相反：虽然在1946至47年承认了马其顿语的存在，并允许其在皮林马其顿的学校中作为教学用语，但在1948年之后，马其顿语又被设下了种种限制。
直到1999年，马其顿语在希腊都从未被承认为少数民族语言，在教育中引入马其顿语的努力也宣告失败。例如，1925年在雅典出版的马其顿语初级读本《Abecedar》从未被使用过，最终大部分副本都被销毁了。Christina Kramer教授认为，希腊的政策很大程度上是基于否认马其顿语编篡标准与该国讲斯拉夫语的少数民族之间的联系，并认为其“明显是为了消除马其顿语”。在希腊，讲马其顿语的人数一直难以确定，因为部分讲斯拉夫语的希腊人也被保加利亚语言学家认为是将保加利亚语。:14:201-205近年来，希腊曾试图将该语言承认为少数民族语言。阿尔巴尼亚在1946年之后承认了马其顿语，一些乡村学校在四年级之前都提供母语教学。

### 自治语言争端
保加利亚学者一致认为马其顿语是保加利亚语方言之一。二战前的许多保加利亚和国际资料中，覆盖今日北马其顿和希腊北部的南斯拉夫语支方言连续体被称作“保加利亚方言组”。一些学者认为，语言分离主义的想法是在19世纪末随着马其顿民族主义的出现而出现的，随后在20世纪初出现了对独立的马其顿标准语的需求。ref>Fishman, Joshua A.; de Gruyter, Walter. . 1993: 161–162  [2014-08-07]. ISBN 3-11-013530-2.</ref>
虽然保加利亚是第一个承认马其顿共和国独立的国家，但其大多数学者以及公众都认为那里的语言是保加利亚语的一种形式。保加利亚语方言专家将马其顿语称作македонска езикова форма，即保加利亚语的马其顿规范。1999年，索菲亚政府以两国官方语言签署了《联合声明》，标志着它首次同意签署以马其顿语书写的双边协议。截至2019年，关于该语言及其起源的争议在两国的学术界和政治界都在持续。马其顿语仍被保加利亚历史学家和政治家认为是一种方言，包括保加利亚政府和保加利亚科学院，他们否认存在一种独立的马其顿语，并宣布它是保加利亚语的书面区域形式（written regional form）。大多数保加利亚人也表达了类似的观点。目前保加利亚以外的国际共识是，马其顿语是东南斯拉夫语支方言连续体中的一种语言。:？该语言得到联合国中138个国家的承认。

### 命名争议
鉴于希腊和马其顿之间的马其顿名称争议，希腊科学界和当地社区反对使用“马其顿”指代该语言。这个词在希腊语中经常被回避，且被大多数希腊人强烈反对，因为对他们来说，“马其顿语”的内涵非常不同。取而代之的名称是“斯拉夫语”或“马其顿斯拉夫语”。说话者自称说makedonski、makedoniski“马其顿语”或slaviká（希臘語：“斯拉夫语”）、dópia/entópia（希臘語：“当地”[话]）、balgàrtzki“保加利亚语”；卡斯托里亚一些地区自称说“马其顿语”；Dolna Prespa一些地区自称说bògartski“保加利亚语”；也说naši“我们自己”、stariski“老”等。随着北马其顿政府和希腊政府在2018年签订普雷斯帕协议，后者接受使用形容词“马其顿的语言”来指代该语言，并用脚注表明其为斯拉夫语。

## 画廊

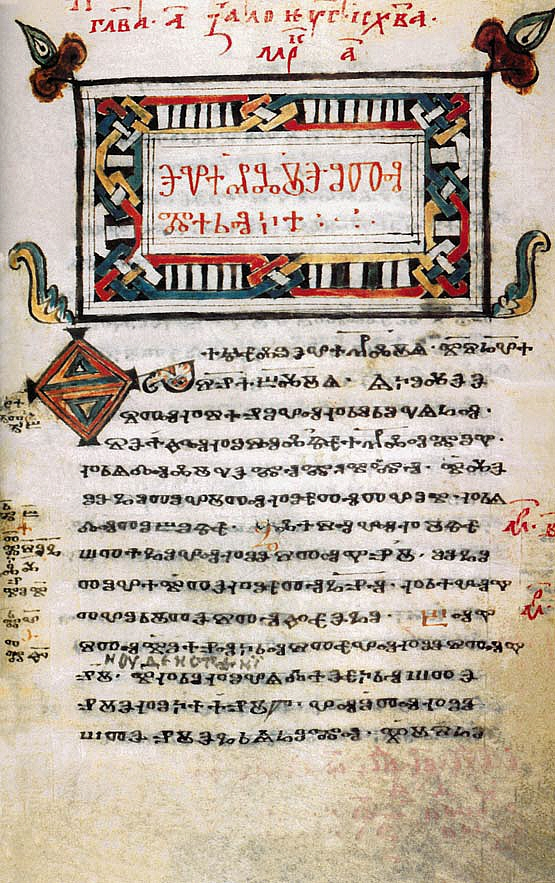
11世纪的Codex Zographensis，是用格拉哥里字母书写的古教会斯拉夫语文本。
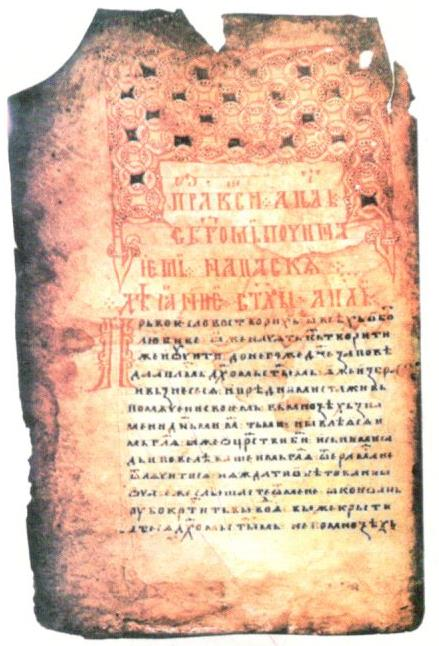
在维拉内什提察发现的13世纪教会斯拉夫语西里尔文手稿。
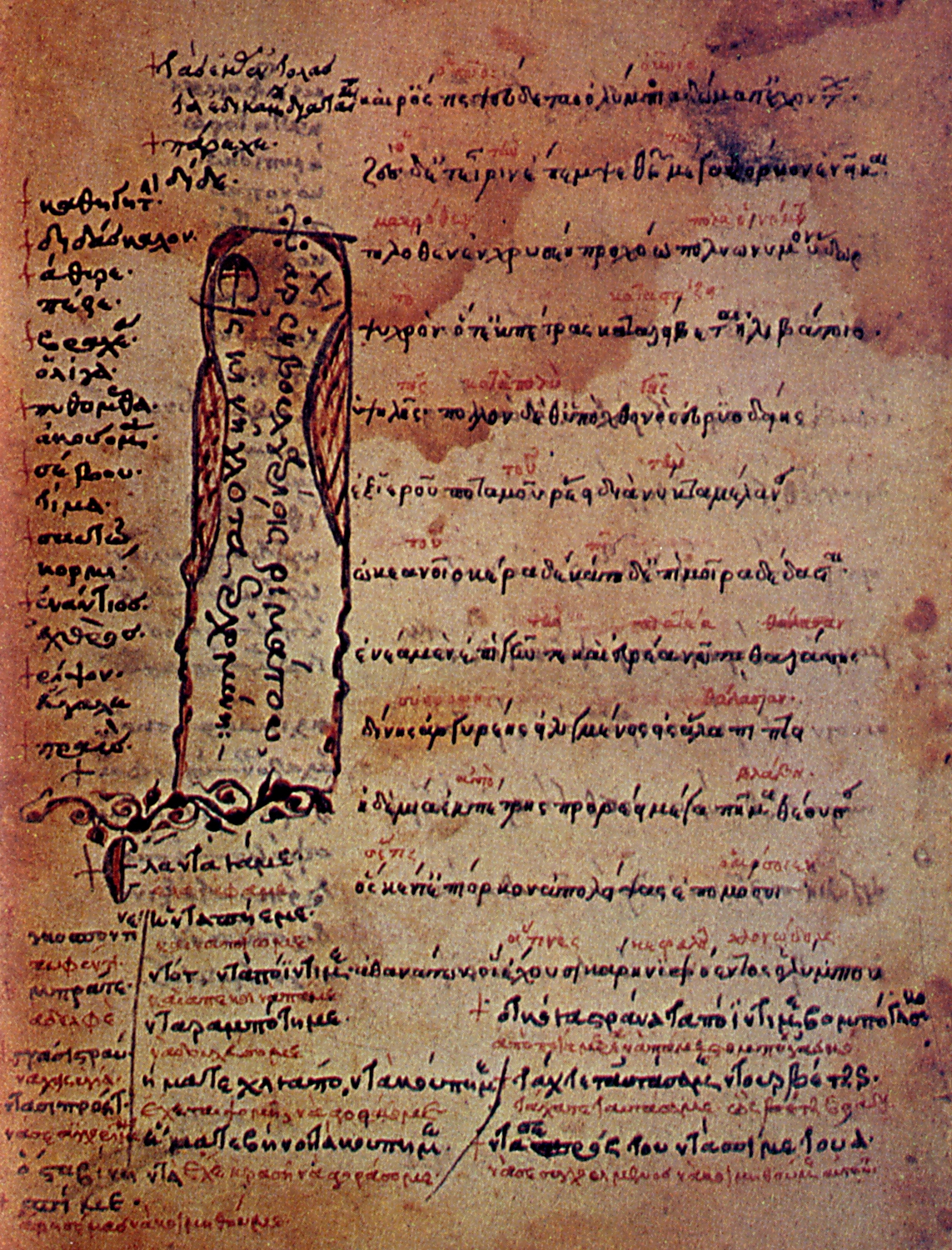
16世纪保加利亚-希腊字典中的一页，科斯图尔方言用希腊字母书写。
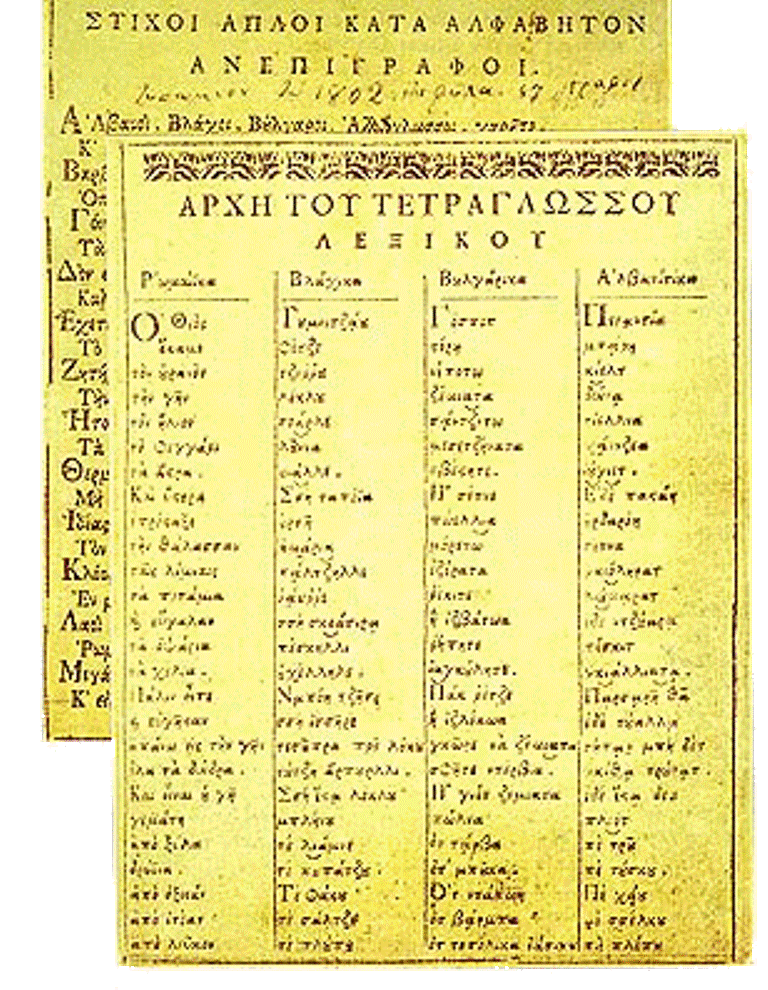
4种巴尔干语言（希腊语、阿罗马尼亚语、保加利亚语和阿尔巴尼亚语）词典，约1770年编于莫斯科波莱，约1794年出版；1802年以希腊语再版。
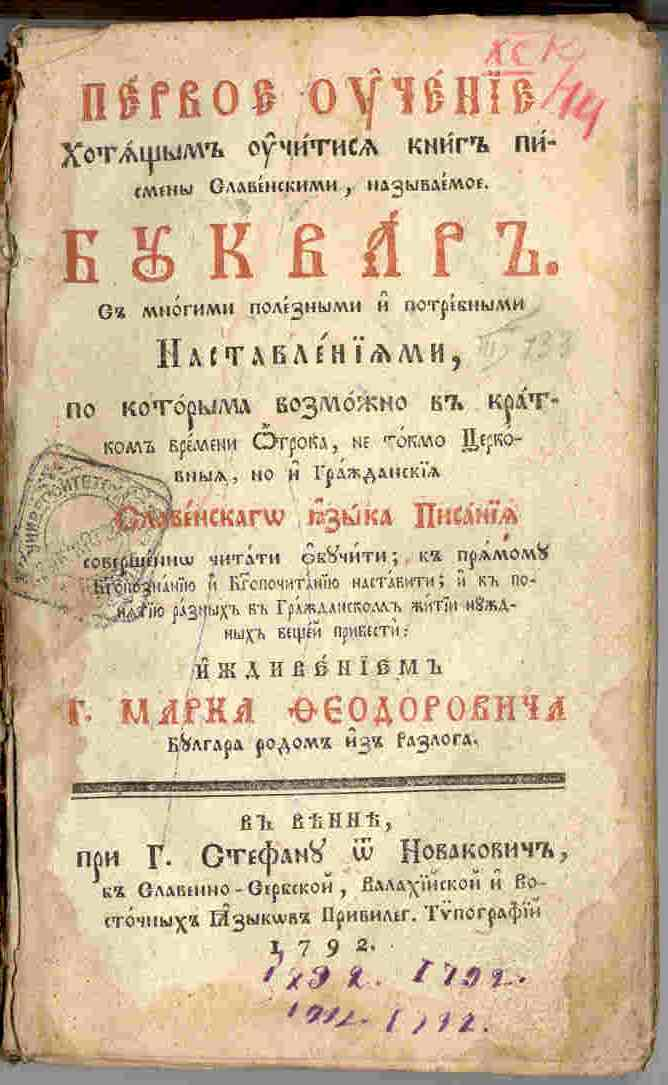
Marko Teodorrovic的入门书。Teodorovic是来自班斯科的保加利亚人，1792年以教会斯拉夫语和地方话的混合，印刷于贝尔格莱德。
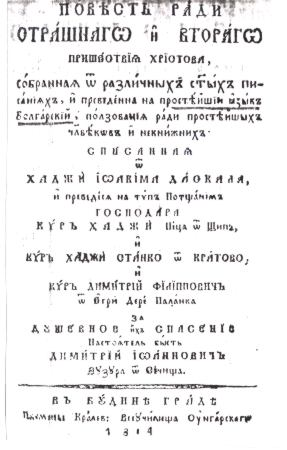
Yoakim Karchovski的白话书（1814）。按作者说法，它是用“最简单的保加利亚语”写成的。
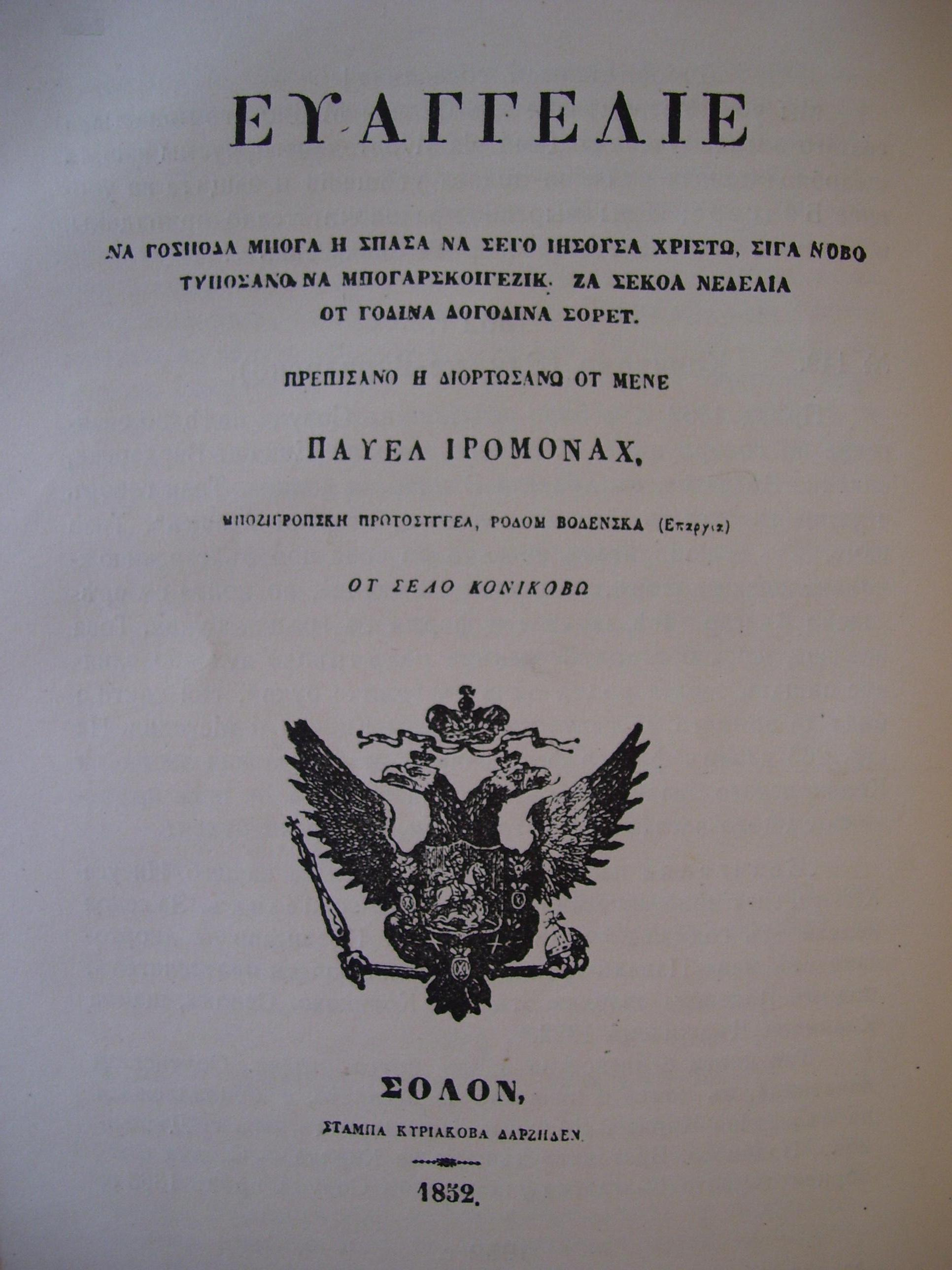
《科尼科沃福音书》（1852），以希腊字母书写的白话文。扉页上有“用保加利亚语书写”的题词。
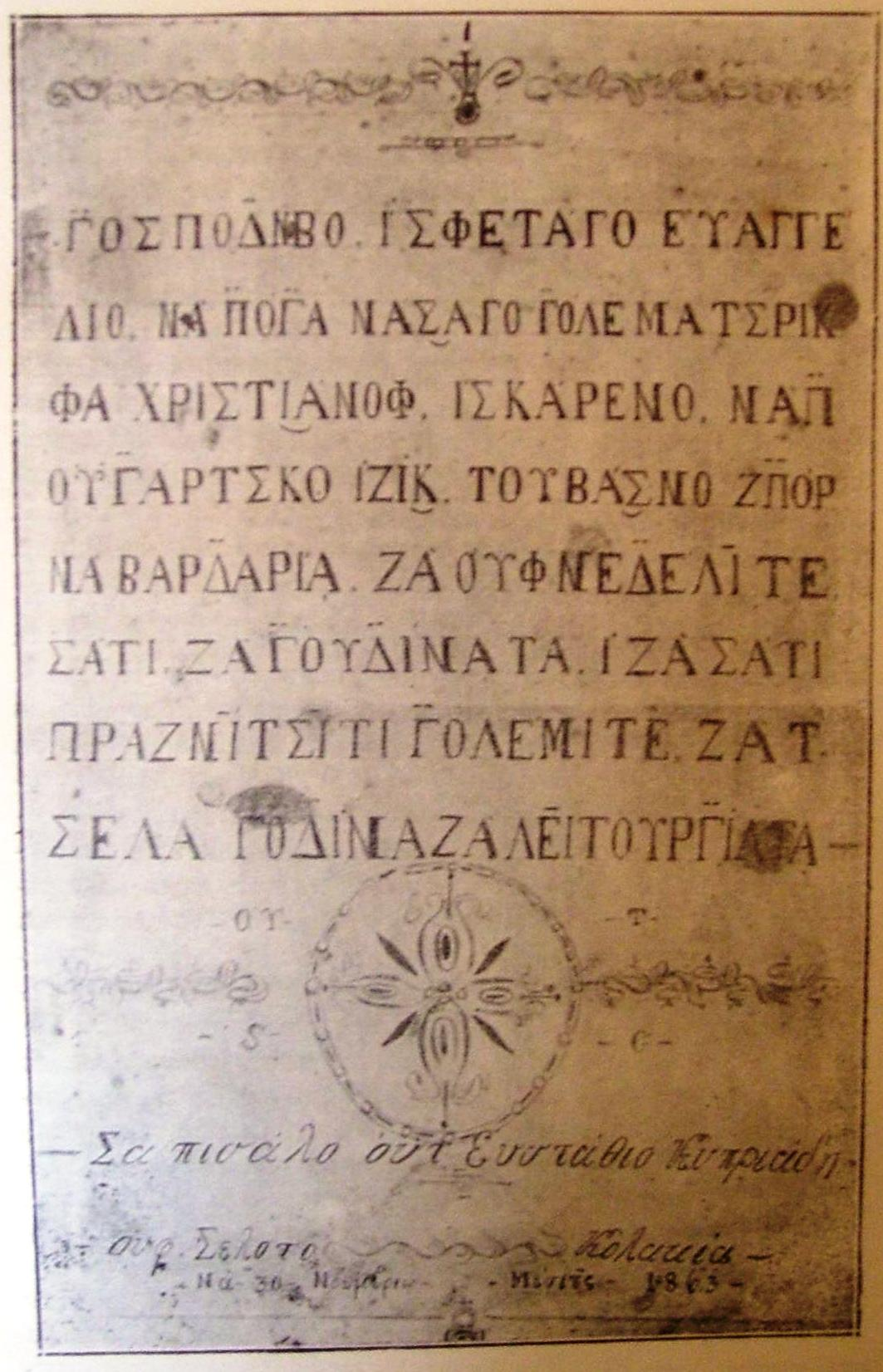
《库拉基雅福音书》（1863）。它代表了从希腊语福音书到索伦-沃登方言的翻译，由Evstati Kipriadi用“保加利亚语”的希腊字母手写而成。
- Gjorgjija Pulevski在1875年于贝尔格莱德出版的《三语辞典》，介绍了马其顿语、阿尔巴尼亚语和土耳其语的简单会话。
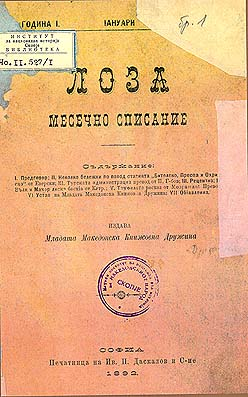
马其顿青年文学协会所办杂志《Loza》，发行于1891年。它呼吁更多地用保加利亚语介绍马其顿方言。当局以分离主义为由责令关停了发行。
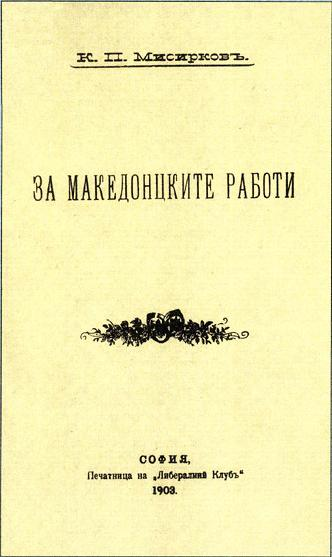
《关于马其顿事务》的封面。1903年，Krste Misirkov在该杂志中主张编篡标准的马其顿文学语言。
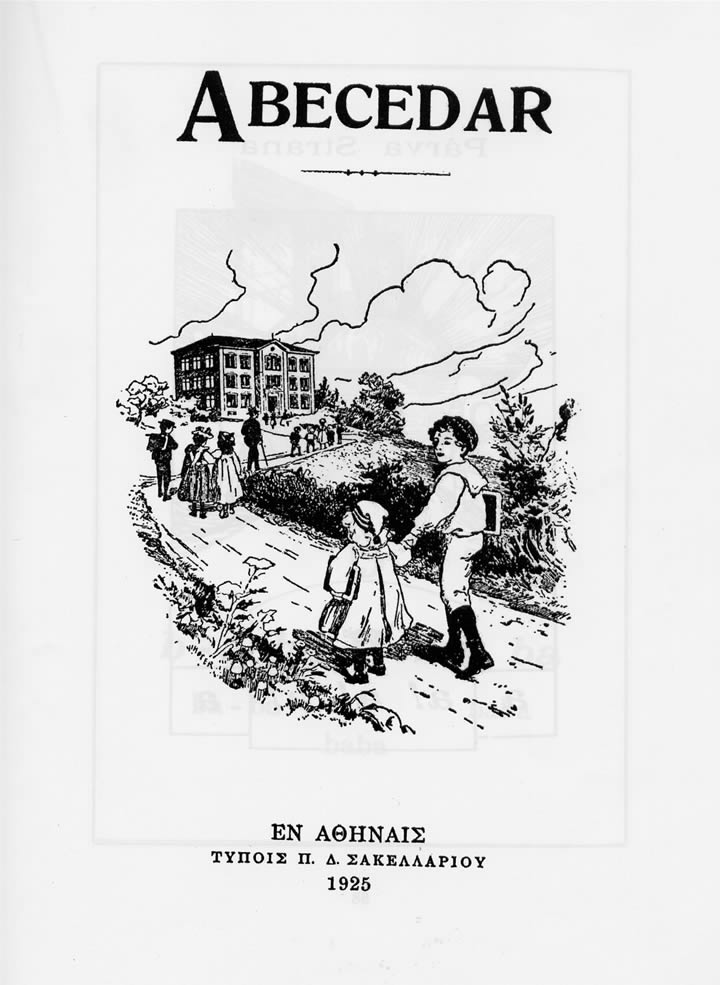
《Abecedar》是希腊政府在1925年编写的一本初级读物，旨在为希腊马其顿将斯拉夫语的少数民族服务。
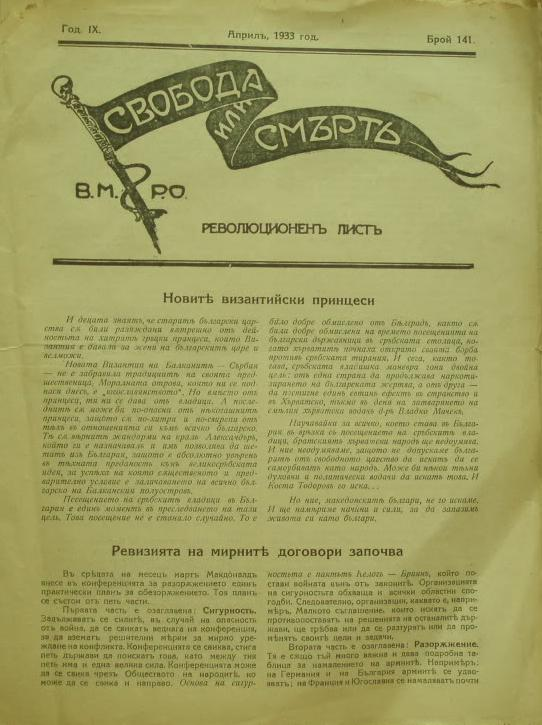
1933年4月马其顿内部革命组织的报纸《Svoboda ili smart》。该组织自1893年成立到1934年被取缔的所有官方文件，都用的是标准的保加利亚语。

## Bibliography
- Friedman, Victor, , International Journal of the Sociology of Language, 1998, 131: 31–57, S2CID 143891784, doi:10.1515/ijsl.1998.131.31
- Friedman, Victor, Garry, Jane; Rubino, Carl , 编,  (PDF), New York: Holt: 435–439, 2001  [2022-09-11], （原始内容 (PDF)存档于2019-07-10） （页面存档备份，存于）
- Nihtinen, Atina, , Slavonica, 1999, 5 (1): 46–58, doi:10.1179/sla.1999.5.1.46
- Pejoska-Bouchereau, Frosa,  [History of the Macedonian language], Revue des Études Slaves, 2008: 145–161 （法语）
- Seriot, Patrick,  [Do languages have to have a name? The case of Macedonian], Tabouret-Keller, Andrée  (编),  1, Louvain: Peeters: 167–190, 1997, （原始内容存档于5 September 2001） （法语）
- Trudgill, Peter, , International Journal of Applied Linguistics, 1992, 2 (2): 167–177, doi:10.1111/j.1473-4192.1992.tb00031.x
- Usikova, Rina Pavlovna,  [Languages of the world. Slavic languages: Macedonian language], Moscow: Academia: 102–139, 2005, ISBN 5-87444-216-2 （俄语）
- Kramer, Christina, , Language Problems and Language Planning, 1999, 23 (3): 233–250, doi:10.1075/lplp.23.3.03kra